# Ivela
Ivela é um gênero de traça pertencente à família Lymantriidae.

## Espécies
- Ivela auripes (ja) Butler, 1877
- Ivela eshanensis C.L. Chao, 1983
- Ivela ochropoda (ja) Eversmann, 1847
- Ivela yini (en) Xie & Wang, 2022